# Rudolf Schaper (Intendant)
Rudolf Schaper (* 15. Januar 1868 in Halle (Saale), Provinz Sachsen, Königreich Preußen; † April 1940 in Gauting) war Theaterintendant in Konstanz, Berlin, Mannheim, Rostock, Danzig und weiteren deutschen Städten.

## Leben
Er war der einzige Sohn des Hallenser Landschaftsmalers Hermann Schaper. Der Bildhauer Fritz Schaper war wahrscheinlich ein Onkel.
Rudolf Schaper besuchte das Gymnasium in Halle und begann 1883 eine Goldschmiedausbildung in Berlin. Gleichzeitig studierte er an der Kunstgewerbeschule (dann Kunstakademie) Bildhauerei. 1887 ging er nach München. 1888 leistete Rudolf Schaper seinen Militärdienst im 5. Thüringischen Infanterie-Regiment Nr. 94 in Weimar.  Dort erhielt er auch eine Schauspielerausbildung am Theater.
Seit 1889 war Rudolf Schaper als Schauspieler tätig, unter anderem im Lobe-Theater in Breslau. 1894 wurde er Direktor des Stadttheaters in Konstanz. Seit 1900 leitete er Theater in Posen, Chemnitz und Köln, das Trianon-Theater in Berlin und das Hof- und Nationaltheater in Mannheim. Im Sommer 1906 war er Leiter der Nibelungen-Festspiele in Worms.
Im Herbst 1906 wurde Rudolf Schaper Direktor des Rostocker Stadttheaters. Er modernisierte das Repertoire und ließ vor allem zeitgenössische Autoren wie Max Dreyer, Henrik Ibsen, Oscar Wilde, Ludwig Thoma und vor allem Gerhart Hauptmann inszenieren, unter seiner Leitung kamen auch vermehrt Opern von Richard Wagner zur Aufführung. 1908 debütierte Curt Goetz unter Schaper und Reinhold Pasch agierte als jugendlicher Held. Bei Kriegsbeginn im August 1914 wurde der Theaterbetrieb vorübergehend eingestellt und Schapers Vertrag vorzeitig aufgelöst.
Seit 1916 war Rudolf Schaper Direktor des Stadttheaters am Kohlenmarkt in Danzig. Auch hier setzte er vor allem auf moderne Autoren wie George Bernard Shaw und Max Halbe, eine geplante Aufführung von Bertolt Brechts Dreigroschenoper wurde aber verboten. Daneben hatte das Theater Erfolge mit Operetten und Revuen.
1931 ging Rudolf Schaper im Alter von 63 Jahren in den Ruhestand, auch aus gesundheitlichen Gründen.
Danach lebte er nicht mehr in Danzig. Sein Altersruhesitz war Gauting bei München.
Rudolf Schaper war verheiratet. Die Tochter Melanie heiratete den Danziger Verleger Hans Fuchs, der Juwelier Harold Schaper in Danzig war wahrscheinlich ein Sohn.